# 사만타 크리스토포레티
사만타 크리스토포레티(이탈리아어: Samantha Cristoforetti, 1977년 4월 26일 ~ )는 이탈리아의 우주비행사이다. 유럽 우주국 소속으로 이탈리아 공군 파일럿이다. 이탈리아 여성으로서는 최초로 우주인이 되었다.
크리스토포레티는 1977년 밀라노에서 태어났다. 독일 뮌헨 공과대학교에서 기계공학을 공부했고 2001년 이탈리아 공군사관학교에 입학해 전투기 조종사가 되었다.
NASA에 따르면 크리스토포레티는 2014년 11월 24일 바이코누르 우주 기지에서 발사된 소유즈 TMA-15M 우주선을 타고 국제우주정거장에 도킹했다. 이 우주선에는 러시아의 안톤 시카플레로프, 미국의 테리 버츠가 탑승했다. 그들은 이곳에서 과학 실험 등 각종 임무를 수행하게 된다. 또한 크리스토포레티는 커피 머신을 가져가서 최초로 우주에서 커피를 마실 것이라고 한다.

## 같이 보기
- 이탈리아 우주국